# Tierra Gallega
Tierra Gallega va ser un periòdic editat a La Corunya entre 1903 i 1917. Va tenir una segona etapa en 1933.

## Història i característiques
Va ser un diari republicà que va aparèixer l'1 de setembre de 1903, òrgan del partit republicà de La Corunya i continuador d'El Combate i portaveu del republicanisme a Galícia. Els seus directors foren Eladio Fernández Diéguez i Adolfo Lahorra (1912) i entre els redactors hi figurà Antonio Carballo Tenorio. En 1914 Santiago Casares Quiroga assumí la direcció de periòdic, que defensava l'autonomisme gallec, renegant del vell federalisme. Va mantenir una línia neutral davant el conflicte de la Primera Guerra Mundial, cosa que provocà un enfrontament amb els partidaris que el periòdic donés suport als aliats.

### Segona etapa
En 1933 la direcció de l'Organització Republicana Gallega Autònoma acordà editar novament el periòdic. Va sortir a la llum el 25 de gener amb Julio Wonenburger com a director, però no aconseguí consolidar-se i va tancar el 4 de juny del mateix any.